# Ferula alliacea
Espèce
Synonymes
- Ferula assa-foetida Boiss. & Buhse[2]
- Peucedanum alliacea (Boiss.) Baill.[2],[3]

Ferula alliacea est une espèce de plantes à fleurs de la famille des Apiacées, endémique d'Iran.

## Description
C'est une plante terrestre dicotylédone qui fait partie des ombellifères. 

## Répartition
L'espèce est endémique d'Iran.

## Nomenclature en systématique
Ferula alliacea a été publiée en 1872 par le botaniste suisse Pierre Edmond Boissier. Son épithète spécifique, alliacea, signifie « semblable aux Allium ».
Dans la classification phylogénétique de l'APG, elle est assignée au genre Ferula de la famille des Apiaceae, dans l'ordre des Apiales.